# Воля-Дужа (Билгорайский повет)
Воля-Дужа (пол. Wola Duża) — деревня в Билгорайском повете Люблинского воеводства Польши. Входит в состав гмины Билгорай. По данным переписи 2011 года, в деревне проживало 426 человек.

## География
Деревня расположена на юго-востоке Польши, в пределах Сандомирской низменности, на берегах реки Сток, к западу от Розточаньского национального парка, на расстоянии приблизительно 5 километров к северо-востоку от города Билгорай, административного центра повета. Абсолютная высота — 232 метра над уровнем моря. Через населённый пункт проходит региональная автодорога 858.

## История
В период с 1975 по 1998 годы деревня входила в состав Замойского воеводства.

## Население
Демографическая структура по состоянию на 31 марта 2011 года:
|         | Всего | До трудоспособного возраста | Трудоспособного возраста | Старше трудоспособного возраста |
| ------- | ----- | --------------------------- | ------------------------ | ------------------------------- |
| Мужчины | 210   | 48                          | 144                      | 18                              |
| Женщины | 216   | 56                          | 123                      | 37                              |
| Всего   | 426   | 104                         | 267                      | 55                              |